# 新潟県立巻総合高等学校
新潟県立巻総合高等学校（にいがたけんりつ まきそうごうこうとうがっこう）は、全日制総合学科の公立高等学校。所在地は新潟県新潟市西蒲区巻甲。

## 沿革

### 経緯
同校は1930年に開所した県の高等農事講習所を前身とする。この講習所は1937年に進新農堂と改称した。1946年には、進新農堂の敷地・建物をそのまま受け継いで県立巻農学校が開校。1948年の学制改革に際して県立巻農業高等学校となり、2003年に県立巻工業高校と統合し、同時に総合学科に組織改編して県立巻総合高等学校となった。

前身2校の他、2016年3月閉校の西川竹園高校の学籍関係の事務を継承している。

### 年表
- 1930年12月 - 高等農事講習所が開所。
- 1937年 - 進新農堂と改称。
- 1946年4月18日 - 進新農堂の敷地・建物を受け継いで新潟県立巻農学校として開校、開校式挙行。
- 1948年4月1日 - 学制改革にともない新潟県立巻農業高等学校となる。
- 1948年6月 - 定時制課程を設置し、巻・黒埼・内野・燕に分校をおく。
- 1952年4月 - 定時制燕分校を県立三条実業高等学校（現：県立三条商業高等学校）に移管。県立巻高等学校の定時制を本校に統合。吉田分校を設置。
- 1953年4月 - 定時制曽郷分校を設置。
- 1962年4月 - 定時制吉田分校を新設の県立吉田商業高校（現：県立吉田高等学校）に移管。
- 1967年4月 - 定時制曽郷分校を新設の県立西川竹園高等学校に移管。
- 1973年3月 - 黒埼分校の定時制課程募集停止、全日制課程設置。
- 1975年4月 - 黒埼分校が県立黒埼高等学校（現県立新潟翠江高等学校）として独立開校。
- 2003年4月 - 県立巻工業高校と統合し、総合学科に再編のうえ、巻農業高等学校を前身とし、新潟県立巻総合高等学校と改称する。

## 教育目標
一人一人の個性の伸長と豊かな人間性を養い、社会の変化に主体的に対応できる幅広い教養と専門的知識・技術を身につけた、心身ともに健全な人材を育成する。
。

## 校歌
- 『新潟県立巻総合高等学校校歌』（作詞：小田切清光・作曲：小山章三）[1]

## 学校行事
- 体育祭
- 朝光祭（文化祭）
- 球技大会
- 生徒総会
- 修学旅行（2年時）
- 入学式
- 卒業式

## 部活動
- 陸上競技部
- バレーボール部
- バスケットボール部
- 卓球部
- バドミントン部
- サッカー部
- 野球部
- 柔道部
- レスリング部
- 空手道部
- ボクシング部
- ソフトテニス部
- 剣道部
- 美術部
- 茶道部
- 華道部
- 書道部
- 写真部
- 生物部
- 放送部
- 吹奏楽部
- 漫画・イラスト研究同好会
- 英語同好会
- パソコン同好会
- 調理同好会
- ホッケー同好会
- 山岳同好会

## 交通
- JR越後線 巻駅より南東へ徒歩約3分

## 著名な出身者
- 佐々木忠広 - ボクサー、バルセロナオリンピック日本代表
- 三上恭佑 - プロレスラー
- 真田聖也 - プロレスラー
- 宗村宗二 - レスリング選手、メキシコシティオリンピック日本代表
- 原喜彦 - レスリング選手、ソウルオリンピック日本代表